# Germano Almeida
Germano Almeida (Boa Vista, 1945) és un escriptor i advocat de Cap Verd. Va estudiar dret a la Universitat Clàssica de Lisboa i exerceix l'advocacia a l'illa de São Vicente. Les seves novel·les s'han traduït a diverses llengües. Germano Almeida també és el fundador de la revista Ponto & Vírgula i del periòdic Aguaviva, i des de 1989 és director de la casa editorial Ilhéu.
El seu estil es caracteritza per utilitzar magistralment l'humor i la sàtira, al mateix temps que denuncia la hipocresia de la societat capverdiana, asfixiada durant els primers anys de la independència per un règim de partit únic. Un bon exemple del seu mordaç humor és la novel·la O meu Poeta, una obra de llarg alè on l'autor satiritza amb refinats sarcasmes la realitat de Cap Verd. Es considera que es tracta de la primera novel·la veritablement nacional.
La seva primera obra fou O dia das calças roladas (1983) en el que narra el desenvolupament d'una vaga a l'illa de Santo Antão. Va escriure la novel·la O Testamento do Senhor Napumoceno da Silva Araújo que tracta sobre un home de negocis que es va tornar filantrop i que deixa la seva fortuna a la seva filla il·legítima. Quan arriba la independència es mostra com un vestigi del colonialisme. Es faria una pel·lícula sobre la novel·la en 1997 i va ser dirigida pel portuguès Francisco Manso, i va obtenir un premi al principal festival de cinema de Brasil, el Festival de Cinema de Gramado. En 1999 va publicar Dona Pura e os Camaradas de Abril, una història sobre la revolució dels clavells a Portugal. Cabo Verde – Viagem pela história das ilhas, publicada en 2003 va ser la seva presentació històrica de totes les nou illes habitades que constitueixen Cap Verd. Els seus darrers treballs publicats foren Eva en 2006 i De Monte Cara vê-se o mundo en 2014.

## Obres
- O dia das calças roladas (1982) Ilhéu Editora, Cape Verde.
- O Testamento do Senhor Napumoceno da Silva Araújo (Ilhéu Editora, 1989, ISBN 972-21-0575-2
- O meu poeta (1992) ISBN 972-21-0786-0
- A ilha fantástica (1994) ISBN 972-21-0917-0
- Os dois irmãos (1995) ISBN 972-211032-2
- Estórias de dentro de casa (1996) ISBN 972-211078-0.
- A morte do meu poeta (1998)
- A Família Trago (1998) ISBN 972-21-1175-2
- Estórias contadas (1998)
- Dona Pura e os Camaradas de Abril (1999) ISBN 972-21-1254-6
- As memórias de um espírito (2001) ISBN 972-21-1428-X
- Cabo Verde – Viagem pela história das ilhas (2003) ISBN 9789722115445
- O mar na Lajinha (2004) ISBN 972-21-1609-6
- Eva: romance (2006) ISBN 972-21-1789-0
- A morte do ouvidor (2010) ISBN 978-972-21-2114-9
- De Monte Cara vê-se o mundo (2014)